# 西河阳郡 (南齐)
西河阳郡，中国南北朝时设置的郡。
南朝宋初析河阳郡置西河阳郡。曾一度省废。南朝齐再置，治所在叶榆县（今云南省大理市西北六十里喜洲），属宁州。辖境约相当今云南省洱海西北岸直至丽江纳西族自治县一带，包括大理市、洱源部分地区。南梁末年废。 